# خالد النوابی
خالد محمد النوابی (انگلیسی: Khaled El Nabawy؛ زادهٔ ۱۲ سپتامبر ۱۹۶۶) هنرپیشه اهل مصر است.
از فیلم‌ها یا برنامه‌های تلویزیونی که وی در آن نقش داشته‌است می‌توان به قلمرو بهشت، بازی منصفانه، سرنوشت، مسافر، و شهروندی اشاره کرد.